# Duffy (ca sĩ)
Aimée Ann Duffy (sinh ngày 23 tháng 6 năm 1984), được biết nhiều dưới nghệ danh Duffy, là ca sĩ, nhạc sĩ và diễn viên xứ Wales. Album đầu tay Rockferry năm 2008 của cô đã đưa cô với khán giả khi nó nhanh chóng chiếm được vị trí số 1 tại UK Albums Chart và trở thành album bán chạy nhất năm 2008 tại Anh với 1,6 triệu bản. Album này cũng được nhận nhiều lần chứng chỉ Bạch kim với ít nhất 7 triệu bản được bán trên toàn thế giới, trong đó bao gồm 2 ca khúc đình đám "Mercy" và "Warwick Avenue". Với "Mercy", Duffy trở thành nữ ca sĩ xứ Wales đầu tiên giành vị trí số 1 tại UK Singles Chart kể từ Bonnie Tyler với ca khúc "Total Eclipse of the Heart" vào năm 1983.
Năm 2009, cô giành Giải Grammy cho Album giọng pop xuất sắc nhất cho Rockferry, và cô cũng có 2 đề cử nữa tại lễ trao giải Grammy lần thứ 51 này. Tại Brit Awards, cô cũng được trao 3 giải: Nghệ sĩ mới xuất sắc nhất, Nghệ sĩ nữ solo xuất sắc nhất và Nghệ sĩ xuất sắc nhất.
Ngày 29 tháng 11 năm 2010, Duffy phát hành album thứ 2, Endlessly và bắt đầu sự nghiệp diễn xuất với vai phụ trong bộ phim Patagonia. Tháng 2 năm 2011, Duffy tuyên bố sự nghiệp âm nhạc của cô sẽ còn nhiều gián đoạn trước khi cô chính thức thực hiện album phòng thu thứ 3.

## Danh sách đĩa nhạc
- Rockferry (2008)
- Endlessly (2010)

## Danh sách phim
| Năm  | Phim                | Vai diễn | Ghi chú                             |
| ---- | ------------------- | -------- | ----------------------------------- |
| 2008 | Saturday Night Live | Duffy    | "Anna Faris/Duffy" (Phần 34, tập 3) |
| 2010 | Patagonia           | Sissy    | Vai diễn đầu tay                    |